# Mouriri brachyanthera
Mouriri brachyanthera är en tvåhjärtbladig växtart som beskrevs av Adolpho Ducke. Mouriri brachyanthera ingår i släktet Mouriri och familjen Melastomataceae. Inga underarter finns listade i Catalogue of Life.